# Bescar
Bescar är en by i Lancashire i England. Byn är belägen 49,2 km 
från Lancaster. Orten har 547 invånare (2016).